# Rocksteady Studios
Rocksteady Studios è un'azienda inglese dedita allo sviluppo di videogiochi con sede nella città di Londra, fondata nel 2004 da Jamie Walker e Sefton Hill.
L'azienda è stata acquisita da Warner Bros. Interactive nel febbraio del 2010 per circa trenta milioni di dollari.

## Storia
Rocksteady Studios è stata fondata il 13 dicembre 2004 da Jamie Walker e Sefton Hill, precedentemente impiegati della Argonaut Games; molti altri vecchi dipendenti di Argonaut sono stati assunti nel tempo.
La prima uscita di Rocksteady fu lo sparatutto in prima persona Urban Chaos: Squadra Antisommossa del 2006, sviluppato utilizzando il motore Havok e pubblicato da Eidos Interactive per PlayStation 2 e Xbox. Il giocatore controlla Nick Mason, un membro della nuova squadra antisommossa "T-Zero", in una città moderna e senza nome che è stata superata dalla brutale banda dei Bruciatori. Il gioco ha ricevuto recensioni medie su entrambe le piattaforme secondo il sito di aggregazione di recensioni Metacritic.
Dopo che Eidos ottenne i diritti per realizzare un gioco di Batman nella primavera del 2007, l'azienda si mise in contatto con Rocksteady, che presentò la loro versione della licenza di Batman. Nel maggio 2007, Rocksteady aveva iniziato a sviluppare il concept dietro Batman: Arkham Asylum, con la produzione completa a partire dal settembre 2007.
Batman: Arkham Asylum è stato rilasciato in tutto il mondo per le console PlayStation 3 e Xbox 360 nell'agosto 2009, seguito da una versione per PC Windows un mese dopo. Il gioco ha ricevuto il plauso della critica, in particolare per la sua narrazione e il combattimento. I recensori lo hanno definito il "più grande gioco di fumetti di tutti i tempi" e il "miglior gioco di supereroi dei tempi moderni". Ha vinto diversi premi, tra cui Miglior gioco di avventura d'azione, Miglior gioco e Gioco dell'anno da vari media.
Batman: Arkham City, gioco di azione-avventura e sequel diretto di Batman: Arkham Asylum, è stato rilasciato per Xbox 360 e PlayStation 3 il 18 ottobre 2011 e per PC il 22 novembre 2011. Il gioco è stato successivamente rilasciato su Wii U il 18 novembre 2012. Il gioco ha anche ricevuto uno spin-off per dispositivi mobili, Batman: Arkham City Lockdown, sviluppato da NetherRealm Studios e pubblicato nel dicembre 2011 su iOS e nel giugno 2013 su Android.
Rocksteady ha sviluppato idee per la storia e l'ambientazione del sequel in modo che le narrazioni dei giochi potessero essere effettivamente collegate. Una stanza segreta contenente suggerimenti, progetti e concept art per il prossimo gioco era nascosta nell'ufficio del direttore del manicomio ad Arkham Asylum. La stanza rimase nascosta per sei mesi dopo l'uscita del gioco fino a quando Rocksteady non rivelò la sua presenza.
Batman: Arkham Knight è stato rilasciato per PlayStation 4, Xbox One e Windows il 23 giugno 2015. Il gioco è stato il terzo della serie Arkham di Rocksteady e ha introdotto nuovi elementi di gioco alla serie, tra cui una versione guidabile della Batmobile. Il gioco ha ricevuto recensioni "generalmente favorevoli“ da parte della critica per le versioni PlayStation 4 e Xbox One e recensioni ”miste o medie" da parte della critica per la versione PC.
Batman: Arkham VR è un videogioco di avventura in realtà virtuale e il primo capitolo della serie ad utilizzare cuffie per la realtà virtuale. Batman: Arkham VR è stato rilasciato in tutto il mondo l ' 11 ottobre 2016 per PlayStation VR, e il 25 aprile 2017 per PC VR cuffie HTC Vive e Oculus Rift. La trama del gioco si svolge tra Batman: Arkham City del 2011 e Batman: Arkham Knight del 2015.
In contrasto con i precedenti giochi della serie Arkham, Batman: Arkham VR è presentato da una prospettiva in prima persona, con un focus primario sull'utilizzo delle abilità e dei gadget di Batman per esplorare l'ambiente e risolvere enigmi.
Suicide Squad: Kill the Justice League è il quinto capitolo della serie Arkham, pubblicato all'inizio del 2024 per Windows, PlayStation 5 e Xbox Series X/S. Rocksteady ha confermato che il gioco era in sviluppo il 7 agosto 2020 con la rivelazione dell'artwork ufficiale del gioco. Il gioco è il primo della serie a non presentare Batman come protagonista e contiene quattro personaggi giocabili: Harley Quinn, Deadshot, Capitan Boomerang e Re Squalo.

## Videogiochi
| Anno | Titolo                                 | Piattaforme                           |
| ---- | -------------------------------------- | ------------------------------------- |
| 2006 | Urban Chaos: Squadra Antisommossa      | PlayStation 2, Xbox                   |
| 2009 | Batman: Arkham Asylum                  | PlayStation 3, Xbox 360, Windows      |
| 2011 | Batman: Arkham City                    | PlayStation 3, Xbox 360, Windows      |
| 2015 | Batman: Arkham Knight                  | PlayStation 4, Xbox One, Windows      |
| 2016 | Batman: Arkham VR                      | PlayStation 4, Windows                |
| 2024 | Suicide Squad: Kill the Justice League | PlayStation 5, Xbox Series X, Windows |

## Controversie
Il quotidiano The Guardian ha riferito nell'agosto 2020 che lo studio aveva fallito nell'affrontare le questioni relative alle molestie sessuali e ai comportamenti inappropriati di cui più della metà delle dipendenti donne aveva scritto ai dirigenti dello studio in una lettera del novembre 2018. Tali azioni includevano "insulti riguardanti la comunità transgender", "discutere di una donna in modo dispregiativo o sessuale con altri colleghi", e molestie sessuali "sotto forma di avances indesiderate, sbirciando parti del corpo di una donna e commenti inappropriati in ufficio". Rocksteady ha dichiarato al Guardian: "Nel 2018 abbiamo ricevuto una lettera da alcune delle nostre dipendenti che esprimevano preoccupazioni che avevano in quel momento, e abbiamo immediatamente adottato misure ferme per affrontare le questioni sollevate. Nei due anni successivi abbiamo ascoltato attentamente e imparato dai nostri dipendenti, lavorando per garantire che ogni persona del team si senta supportata. Nel 2020 siamo più appassionati che mai a continuare a sviluppare la nostra cultura inclusiva e siamo determinati a difendere tutto il nostro staff."
Il giorno seguente, una lettera firmata da tutte le attuali dipendenti femminili della società è stata rilasciata per dire che non erano d'accordo con l'articolo del Guardian e che non erano state consultate né erano d'accordo con le accuse pronunciate a loro nome. Pochi giorni dopo arriva un ulteriore comunicato di Rocksteady, nel quale è stato spiegato che dopo la lettera del 2018 lo studio ha lavorato sodo per migliorarsi.

## Riconoscimenti
- Spike Video Game Awards
  - 2010 – Candidatura come miglior azienda di videogiochi[32]